# Georg Borchardt
Georg Borchardt (geboren 1934; gestorben 2023) war ein deutscher Musik- und Literaturwissenschaftler mit Vortragstätigkeit.

## Leben
Georg Borchardt gründete 1988 die Gustav-Mahler-Vereinigung Hamburg und war bis zu seinem Tod deren Generalsekretär. Er konnte Leonard Bernstein als Ehrenpräsidenten für die Hamburger Mahler-Vereinigung gewinnen. Er war seit den 1970er-Jahren bis zur Jahrhundertwende in Hamburg einer der wohl renommiertesten Musikrezensenten, als freier Mitarbeiter u. a. für die Tageszeitung Die Welt, beim NDR und beim Schleswig-Holstein-Musikfestival.
1991 schuf Borchardt im Auftrag der Hamburgischen Staatsoper die Ausstellung Gustav Mahlers Hamburger Jahre 1891–1897.
Im selben Jahr wurde Borchardts Stück Verlorene Feldwacht, eine Montage von Texten aus Karl Kraus’ Anti-Kriegs-Drama Die letzten Tage der Menschheit und Liedern von Gustav Mahler in der Opera stabile in Hamburg uraufgeführt.
Borchardt verfasste Veröffentlichungen beispielsweise über Johannes Brahms, Gustav Mahler, Felix Mendelssohn Bartholdy und Alfred Schnittke und hielt zahlreiche Vorträge.